# Бил Видал
Бил Видал (на английски: Bill Vidal) е британски писател на произведения в жанра трилър.

## Биография и творчество
Бил Видал е роден в Аржентина. Като тийнейджър се мести в Англия и завършва гимназия-интернат „Приор Парк Колидж“ в Бат. След това следва инженерни науки в Бристол, но след няколко години напуска и отива в Лондон. Там по-късно завършва с бакалавърска степен испански и латиноамерикански изследвания.
В Лондон започва работа в отдел за международни продажби на търговска организация, базирана в Хонконг, която първо го изпраща в Германия, а по-късно в Далечния изток до 1973 г. През 1974 г. започва собствен търговски консултантски бизнес в Дубай и го премества в Лондон през 1979 г. От Лондон обслужва предимно клиенти от банковия свят и като директор пътува и работи до 2003 г. в Хонконг, Манила, Мексико Сити, Буенос Айрес, Бахрейн, Дубай и в САЩ. Едновременно е ръководител и съсобственик на клуб по летене в Кент. Започва да пише статии за летене и за посетените места във вестници и списания. Запалва се по писането и от 2004 г. се посвещава на писателската си кариера и своята любов към самолетите.
Първият му трилър „Наследникът“ е издаден през 2008 г. Финансистът от лондонското Сити Томас Клейтън се оказва наследник на почти 50 милиона долара след погребението на баща си в Ню Йорк. Когато ги похарчва да покрие своите загуби разбира, че са на най-големия кокаинов барон в Меделин и са изпрани в САЩ. В комбинацията се замесва ИРА, подозрителни швейцарски банкери, агенти на Американската агенция за борба с наркотиците, и той трябва да измисли начин да оцелее.
Бил Видал живее със семейството си в Източен Кент.

## Произведения

### Самостоятелни романи
- The Clayton Account (2008)
Наследникът, изд.: ИК „Бард“, София (2009), прев. Асен Георгиев
- The Aztec (2009)
- The Sugar Man (?)